# Lübecker Bürgerkompanien
Die Lübecker Bürgerkompanien waren die Miliz Lübecks von 1628 bis 1806.

## Geschichte
1628, unter dem Eindruck der Geschehnisse des Dreißigjährigen Kriegs, wurde die noch weitgehend unverändert aus dem Mittelalter stammende Wehrverfassung Lübecks reformiert, um im Verteidigungsfall sowie für die alltäglichen Anforderungen ständig über eine zeitgemäß organisierte Bürgerwehr von angemessener Stärke zu verfügen.
An die Stelle der sogenannten Rotten des alten Systems traten insgesamt 26 Bürgerkompanien, in denen die männlichen Bürger des eigentlichen Stadtgebietes – der heutigen Altstadtinsel – zum Dienst verpflichtet waren. Acht dieser Kompanien musste das Marien Quartier im Südwesten stellen, jeweils sechs die übrigen Stadtviertel Jakobi Quartier, Marien-Magdalenen Quartier und Johannis Quartier. An der Spitze jeder Bürgerkompanie stand ein Bürgerkapitän, dem als rangniedrigere Offiziere ein Leutnant und ein Fähnrich unterstellt waren.
Als reine Miliztruppe waren die Bürgerkompanien nie uniformiert, auch nachdem sich in der zweiten Hälfte des 17. Jahrhunderts Uniformen bei stehenden Heeren durchgesetzt hatten.
Neben der Funktion als Bürgeraufgebot im Verteidigungsfall (der nie eintrat) und dem Wachdienst an den Stadttoren wurden die Bürgerkompanien auch zur Wahrung der inneren Ordnung eingesetzt. Beim Soldatenaufstand des Jahres 1796 etwa, als Angehörige des regulären Lübecker Stadtmilitärs gegen einen wegen der Teuerung zu geringen Sold und gekürzte Brotrationen protestiert hatten, wurde die Bestrafung der Anführer unter Bewachung durch ein starkes Aufgebot der Bürgerkompanien exekutiert, da der Rat neue Ausschreitungen befürchtete.
Theoretisch hatte jeder männliche Bürger sich zum Dienst in den Bürgerkompanien bereitzuhalten; im Verlauf des 18. Jahrhunderts hatten sich jedoch immer mehr Bürger der Dienstpflicht entzogen, so dass die Bürgerkompanien nicht einmal mehr die nötige Personalstärke für den täglichen Wachdienst aufwiesen.
Während der Schlacht um Lübeck 1806 traten die Bürgerkompanien nicht in Erscheinung; mit dem anschließenden Beginn der französischen Besatzungsherrschaft hörten sie zu faktisch existieren auf und wurden im Zuge der Eingliederung Lübecks ins Kaiserreich Frankreich im Februar 1811 auch formell aufgelöst. Nach Wiedererlangung der Unabhängigkeit 1813 wurden die Bürgerkompanien nicht wieder aufgestellt; an ihre Stelle trat die Bürgergarde.